# WORLD HERITAGE DOUBLE-DECADE COMPLETE BOX
『WORLD HERITAGE DOUBLE-DECADE COMPLETE BOX』は2004年3月31日にリリースされたTM NETWORKの完全限定BOX。

## 解説
1984年-1994年までにリリースされた全てのアルバム（オリジナル・ベスト・ライヴ・リミックスを含む）を紙ジャケット仕様に24bitデジタルリマスタリングしたもので、完全限定BOXにナンバリングが施されている。また特典ディスクとして、「Get Wild」の全バージョンに今回初収録となった「FANKS CRY-MAX Version」、「EXPO ARENA FINAL Version」を加えた『ALL the "Get Wild" ALBUM』に、1984年-1986年までの初期ライヴ映像を収録したビデオコンサート「“BEE” presents TM VISIONS」が2枚組のDVDとなって同梱されているなど、20周年を記念すべき内容となっている。また、藤井徹貫による"DOUBLE DECADE"再検証をテーマとした特別寄稿『WORLD HARITAGE Booklet』も付属している。歌詞カードのクレジット欄において、B'z松本孝弘のアルファベット表記は「TAKAHIRO MATSUMOTO」から「TAK MATSUMOTO」に書き換えられている。
余談だが、リミックスアルバム『DRESS』2曲目「BE TOGETHER」のアウトロの部分が音飛びするという製造上の不良が発覚している。これについては無償交換対応がされている。
2017年3月21日に「Get Wild」リリース30周年の一環として、「TM NETWORK WORLD HERITAGE ～Revival and Renewal BOX～」として、CDは全て2013年以降のリマスター音源＆Blu-spec CD2仕様に変更した上で、SonyMusicShopで数量限定（1000セット）で再リリースされた。CD・DVD・ブックレットの収録内容は、2004年発売のものと全く同じである。2017年の再リリース版は、鈴江真智子によるリマスタリングである。

## 収録曲
曲の解説やタイアップ等はTM NETWORKや他のアルバムで解説しているため省略する。

### DISC 1：RAINBOW RAINBOW
1984年4月21日発売。詳細はRAINBOW RAINBOWの頃を参照。

### DISC 2：CHILDHOOD'S END
1985年6月21日発売。詳細はCHILDHOOD'S ENDの頃を参照。

### DISC 3：TWINKLE NIGHT
1985年11月28日発売。詳細はTWINKLE NIGHTの頃を参照。

### DISC 4：GORILLA
1986年6月4日発売。詳細はGORILLAの頃を参照。

### DISC 5：Self Control
1987年2月26日発売。詳細はSelf Controlの頃を参照。

### DISC 6：Gift for Fanks
1987年7月1日発売。詳細はGift for Fanksの頃を参照。

### DISC 7：humansystem
1987年11月11日発売。詳細はhumansystemの頃を参照。

### DISC 8：CAROL 〜A DAY IN A GIRL'S LIFE 1991〜
1988年12月9日発売。詳細はCAROL 〜A DAY IN A GIRL'S LIFE 1991〜の頃を参照。

### DISC 9：DRESS
1989年5月12日発売。詳細はDRESSの頃を参照。

### DISC 10：RHYTHM RED
1990年10月25日発売。詳細はRHYTHM REDの頃を参照。

### DISC 11：EXPO
1991年9月5日発売。詳細はEXPOの頃を参照。

### DISC 12：TMN COLOSSEUM I
1992年8月21日発売。詳細はTMN COLOSSEUM Iの頃を参照。

### DISC 13：TMN COLOSSEUM II
1992年8月21日発売。詳細はTMN COLOSSEUM IIの頃を参照。

### DISC 14：TMN CLASSIX 1
1993年8月21日発売。詳細はTMN CLASSIX 1の頃を参照。

### DISC 15：TMN CLASSIX 2
1993年8月21日発売。詳細はTMN CLASSIX 2の頃を参照。

### DISC 16：TETSUYA KOMURO PRESENTS TMN BLACK
1994年6月22日発売。詳細はTETSUYA KOMURO PRESENTS TMN BLACKの頃を参照。

### DISC 17：TAKASHI UTSUNOMIYA PRESENTS TMN RED
1994年6月22日発売。詳細はTAKASHI UTSUNOMIYA PRESENTS TMN REDの頃を参照。

### DISC 18：NAOTO KINE PRESENTS TMN BLUE
1994年6月22日発売。詳細はNAOTO KINE PRESENTS TMN BLUEの頃を参照。

### DISC 19：TMN final live LAST GROOVE 5.18
1994年8月11日発売。詳細はTMN final live LAST GROOVE 5.18の頃を参照。

### DISC 20：TMN final live LAST GROOVE 5.19
1994年8月11日発売。詳細はTMN final live LAST GROOVE 5.19の頃を参照。

### DISC 21：ALL the "Get Wild" ALBUM
本作のみ付属の特典ディスク。
| 全作曲: 小室哲哉。 |                                                              |                      |            |              |      |
| #                  | タイトル                                                     | 作詞                 | 作曲・編曲 | 編曲         | 時間 |
| 1.                 | 「Get Wild (“FANKS CRY-MAX” Version)」                       | 小室みつ子           | 小室哲哉   | 小室哲哉     | 5:33 |
| 2.                 | 「Get Wild」                                                 | 小室みつ子           | 小室哲哉   | 小室哲哉     | 4:00 |
| 3.                 | 「Get Wild (“COLOSSEUM I” Version)」                         | 小室みつ子           | 小室哲哉   | Pete Hammond | 7:23 |
| 4.                 | 「GET WILD '89」                                             | 小室みつ子           | 小室哲哉   | Pete Hammond | 6:44 |
| 5.                 | 「Get Wild (“RHYTHM RED TMN TOUR” Version)」                 | 小室みつ子           | 小室哲哉   | 小室哲哉     | 6:27 |
| 6.                 | 「Get Wild (techno overdub mix)」                            | 小室みつ子           | 小室哲哉   | Pete Hammond | 6:33 |
| 7.                 | 「Get Wild (“tour TMN EXPO ARENA FINAL” Version)」           | 小室みつ子           | 小室哲哉   | 小室哲哉     | 5:41 |
| 8.                 | 「GET WILD '89 (“TMN final live LAST GROOVE 5.18” Version)」 | 小室みつ子           | 小室哲哉   | Pete Hammond | 8:34 |
| 9.                 | 「GET WILD DECADE RUN」                                      | 小室みつ子・小室哲哉 | 小室哲哉   | 小室哲哉     | 6:59 |
| 10.                | 「GET WILD DECADE RUN (112 CLUB MIX)」                       | 小室みつ子・小室哲哉 | 小室哲哉   | 小室哲哉     | 7:10 |
| 11.                | 「Get Wild (VER.0)」(Secret Track)                           | 小室哲哉             | 小室哲哉   | 小室哲哉     | 1:32 |
| 合計時間:          | 合計時間:                                                    | 合計時間:            | 合計時間:  | 66:36        |      |

### 曲解説
1. Get Wild (“FANKS CRY-MAX” Version)
1987年6月24日に日本武道館で行われた『TM NETWORK FANKS CRY-MAX』からの音源で、ライブビデオ『FANKS the LIVE 1 FANKS CRY-MAX』にも収録されている。初CD化。
2. Get Wild
10thシングル。
3. Get Wild (“COLOSSEUM I” Version)
1989年8月29日に横浜アリーナで行われた『TM NETWORK CAROL TOUR FINAL CAMP FANKS!! '89』からの音源で、ライブビデオ『FANKS the LIVE 3 CAMP FANKS!! '89』にも収録されている。本作に収録されているのは、ライブアルバム『TMN COLOSSEUM I』に収録されているバージョン。なお、『TMN COLOSSEUM I』では単に「Get Wild」としか表記されていなかったが、今回「“COLOSSEUM I” Version」という表記に改称された。また『GET WILD SONG MAFIA』では「“CAROL TOUR FINAL CAMP FANKS!! ’89” Version」という表記に再改称されている。
4. GET WILD '89
19thシングル。
5. Get Wild (“RHYTHM RED TMN TOUR” Version)
1991年2月22日 に仙台イズミティ21で行われた『RHYTHM RED TMN TOUR』からの音源で、限定BOX『GROOVE GEAR 1984-1994』にも収録されている。なお、『TMN GROOVE GEAR 2』では単に「Live Version」としか表記されていなかったが、今回「“RHYTHM RED TMN TOUR” Version」という表記に改称された。ちなみに、ライブビデオ『WORLD'S END II Rhythm Red Live』に収録されているものは1991年3月10日の国立代々木第一体育館での音源であり、収録日が異なっている。
6. Get Wild (techno overdub mix)
リミックスアルバム『TMN CLASSIX 1』に収録されているバージョン。『CLASSIX 1』では前曲（DIVE INTO YOUR BODY -extended 12' version mix-）と繋がっている箇所を上手く切り分けされている。
7. Get Wild (“tour TMN EXPO ARENA FINAL” Version)
1992年4月12日に横浜アリーナで行われた『TOUR TMN EXPO FINAL CRAZY 4 YOU』からの音源で、ライブビデオ『EXPO ARENA FINAL』にも収録されている。初CD化。
8. GET WILD '89 (“TMN final live LAST GROOVE 5.18” Version)
1994年5月18日に東京ドームで行われた『TMN 4001 DAYS GROOVE』からの音源で、ライブアルバム『TMN final live LAST GROOVE 5.18』にも収録されている。
9. GET WILD DECADE RUN
29thシングル。シングルバージョンはアルバム初収録。
10. GET WILD DECADE RUN (112 CLUB MIX)
29thシングル『GET WILD DECADE RUN』のカップリングに収録されているバージョン。このバージョンはアルバム初収録。シングル版では収録時間が6分50秒だったのに対し本作では7分10秒と約20秒ほど無音時間がある。
11. Get Wild (VER.0)
限定BOX『GROOVE GEAR 1984-1994』に収録されているデモ・テイク。本作ではイントロが少し短くなっているが、これに関しては前曲（INTRODUCTION -ANY TIME-）と繋がっている関係があった為の処置である。なお、本作の収録曲リストにこの曲は記載されておらず、シークレットトラック扱いとなっている。

### DISC 22：“BEE” presents TM VISIONS DISC 1 (DVD)
本作のみ付属のDVD。詳細は“BEE” presents TM VISIONSの頃を参照。

### DISC 23：“BEE” presents TM VISIONS DISC 2 (DVD)
本作のみ付属のDVD。詳細は“BEE” presents TM VISIONSの頃を参照。

### DISC 24：TMN GROOVE GEAR 1
1994年5月26日発売。詳細はTMN GROOVE GEAR 1の頃を参照。

### DISC 25：TMN GROOVE GEAR 2
1994年5月26日発売。詳細はTMN GROOVE GEAR 2の頃を参照。

### DISC 26：TMN GROOVE GEAR 3
1994年5月26日発売。詳細はTMN GROOVE GEAR 3の頃を参照。